# Helene Mira

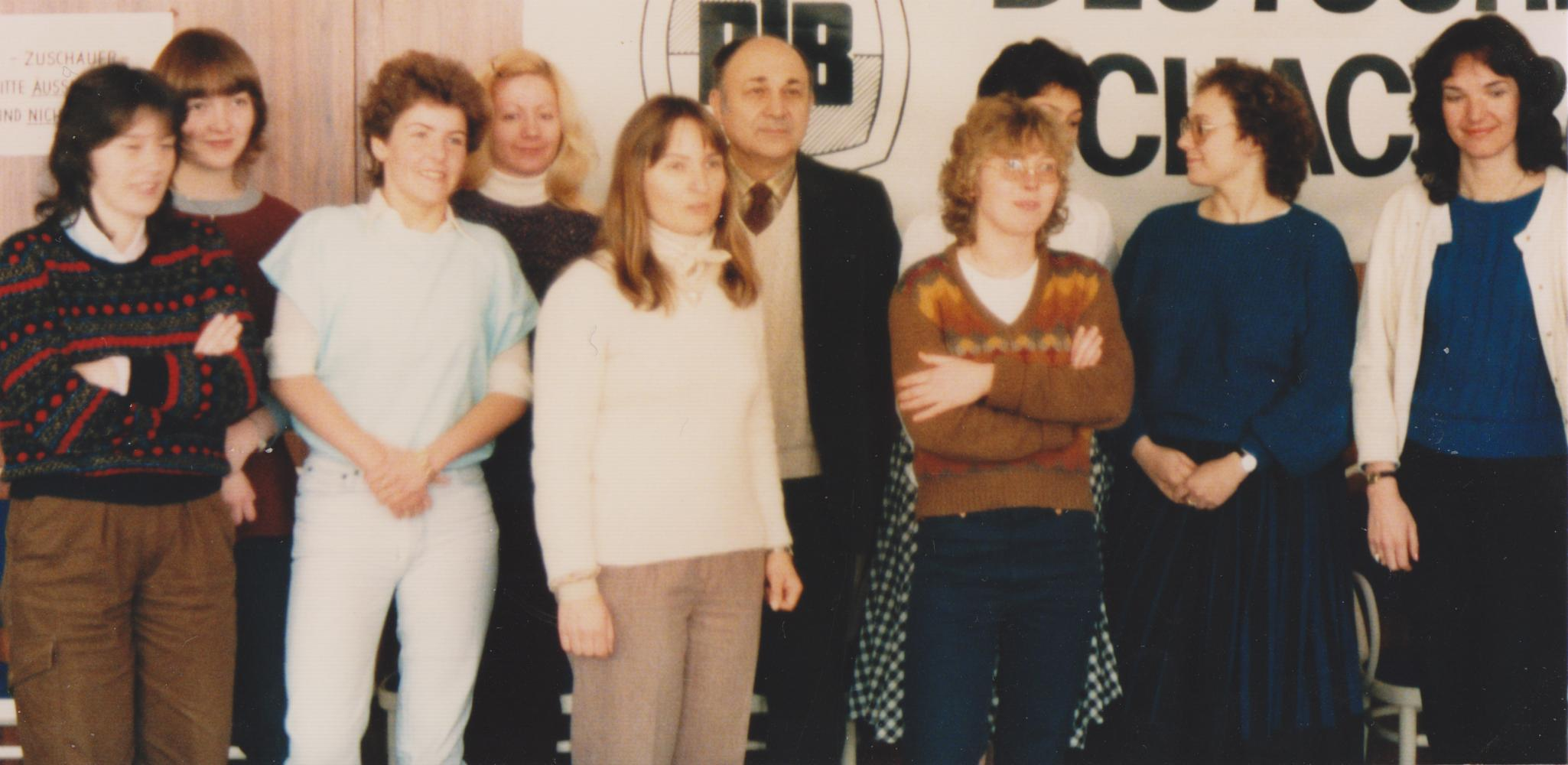
Teilnehmer am Zonenturnier der Frauen 1985 in Bad Lauterberg, von links nach rechts: Maria Horvath, Anja Dahlgrün, Isabel Hund, Claude Baumann, Stepanka Vokralová, Sergiu Samarian, Petra Feustel, Ilana Glaz, Helene Mira und Erika Vogel.

Helene Mira, eigentlich Helene Misera (* 18. November 1954 in Wien) ist eine österreichische Schauspielerin und Schachmeisterin.

## Leben
Helene Mira ist Absolventin des Max Reinhardt Seminars und spielte an verschiedenen Bühnen im deutschsprachigen Raum und trat im Film und Fernsehen auf. Davon nahezu 25 Jahre am Vorarlberger Landestheater in Bregenz. Sie war verheiratet mit dem Schweizer Schauspieler und Regisseur Bruno Felix.
Mit 30 Jahren begann sie ernsthaft Schach zu spielen. Sie ist 14fache österreichische Damenstaatsmeisterin, 7 Einzeltitel  einer davon im Blitzschach, etliche 2. und 3. Plätze und 7 Mannschaftstitel und erwarb als erste Österreicherin in einem neuen Modus den Titel eines Internationalen Meisters der Frauen. Sie ist ausgebildete Schachtrainerin und leitete in Bregenz eine Schachwerkstatt.
Sie nahm auch erfolgreich an internationalen Turnieren teil. Beim Zonenturnier der Frauen 1985 in Bad Lauterberg im Harz belegte sie den dritten Platz.

## Nationalmannschaft
Mit der österreichischen Frauenmannschaft nahm Mira zwischen 1984 und 2008 an zwölf Schacholympiaden und den Mannschaftseuropameisterschaften 1997, 2003 und 2007 teil.

## Vereine
In der österreichischen Damenbundesliga spielte Mira in der Saison 2011/12 für Freundinnen Tirol, in der Saison 2013/14 für den Jugendschachklub Landeck, in der Saison 2014/15 für den Meister SK Dornbirn und seit der Saison 2015/16 für ASVÖ Pamhagen, mit dem sie 2016, 2017 und 2019 den Titel gewann. Am European Club Cup der Frauen nahm sie 1999 mit dem Club Carinthia und 2016 mit ASVÖ Pamhagen teil. In der deutschen Frauenbundesliga spielte sie von 2003 bis 2013 für die Karlsruher Schachfreunde, in der Schweizer Nationalliga A in der Saison 2002 für den SK St. Gallen.